# Premio Rafael Manzano Martos

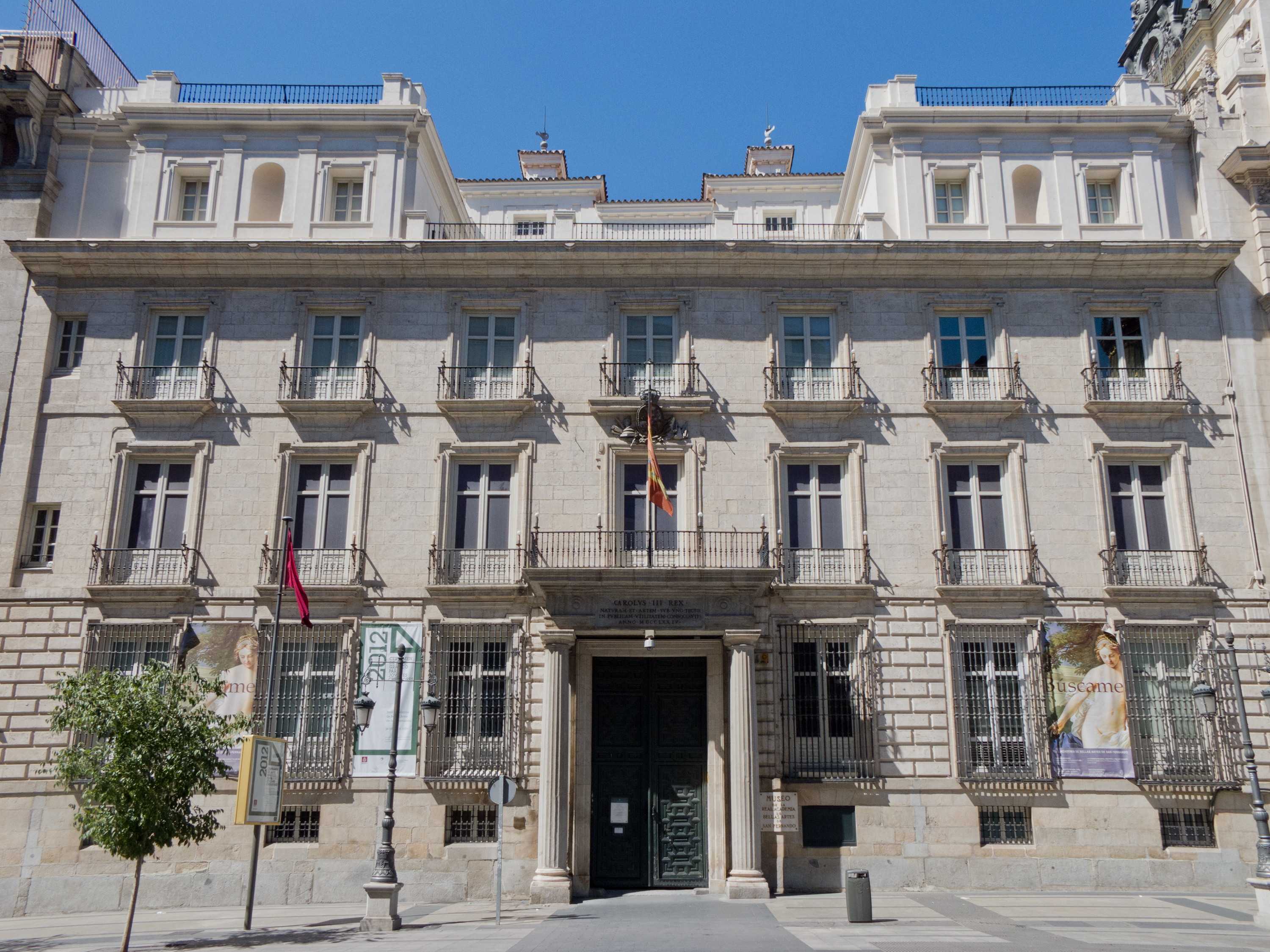
Real Academia de Bellas Artes de San Fernando, Palacio de Goyeneche, Madrid, España.

El Premio Rafael Manzano de Nueva Arquitectura Tradicional es organizado por la Fundación Culturas Constructivas Tradicionales, con la colaboración de INTBAU España, INTBAU Portugal, la Fundação Serra Henriques, la Real Academia de Bellas Artes de San Fernando, el Consejo Superior de Colegios de Arquitectos de España y la Ordem dos Arquitetos de Portugal. Otorgado anualmente en Madrid y en Lisboa a arquitectos que hayan realizado, desde el año 2012 en España y, desde el año 2017, también en Portugal, trabajos de restauraciones de monumentos u otras intervenciones arquitectónicas que hayan destacado por su contribución a la conservación, la promoción y la difusión de la construcción, la arquitectura y el urbanismo tradicionales como referente para la práctica contemporánea de estas disciplinas. Está dotado con 50.000 euros y una medalla conmemorativa, gracias a Richard Driehaus.
Desde 2019 se entrega en la misma ceremonia de la Medalla Richard H. Driehaus a la Conservación del Patrimonio.

## Premiados
| Año  | Premiado o Premiados                                               | Nacionalidad | Referencia |
| ---- | ------------------------------------------------------------------ | ------------ | ---------- |
| 2012 | Leopoldo Gil Cornet.                                               | España       | [ 3 ]      |
| 2013 | Ignacio Medina y Fernández de Córdoba y Luis Fernando Gómez-Stern. | España       | [ 4 ]      |
| 2014 | Javier Cenicacelaya y Íñigo Saloña.                                | España       | -          |
| 2015 | Donald Gray.                                                       | Australia    | -          |
| 2016 | Enrique Nuere Matauco.                                             | España       | -          |
| 2017 | José Baganha.                                                      | Portugal     | -          |
| 2018 | Juan de Dios de la Hoz.                                            | España       | -          |
| 2019 | Alberto Castro Nunes y Antonio María Braga.                        | Portugal     | -          |
| 2020 | Fernando Martín Sanjuán.                                           | España       | -          |
| 2021 | Sergi Bastidas.                                                    | España       | [ 5 ]      |
| 2023 | Luís Rebelo de Andrade.                                            | Portugal     | -          |
| 2024 | Juan Luis Camacho.                                                 | España       | [ 6 ]      |